# Базиліка святих Назарія та Цельсія (Каркассонн)
Бази́ліка святи́х Наза́рія та Це́льсія (фр. Basilique Saint-Nazaire-et-Saint-Celse de Carcassonne) — мала базиліка у французькому місті Каркассонн. Присвячена святим Назарію і Цельсію. Національна пам'ятка Франції. До 1801 року була кафедральним собором дієцезії Каркассонн.

## Історія
На думку археологів, перша церква на місці базиліки була зведена у VI столітті, за часів Теодоріха Великого, правителя остготів. 12 червня 1096 року Каркассонн відвідав папа римський Урбан II, який освятив будівництво нового храму на місці старої каролінзької церкви, від якої у XXI столітті не лишилося жодних слідів. Будівництво церкви у романському стилі завершилося лише у першій половині XII століття. У XII столітті Каркассонн стає одним з осередків катарів.
Між 1269 та 1330 роками церква розширяється і перебудовується в готичному стилі, за рахунок П'єра де Рошфора, каркассонського єпископа.
До 1801 року базиліка святих Назарія та Цельсія була кафедральним собором дієцезії Каркассонн, передавши згодом цю роль Каркассонському собору святого Михайла (фр. Cathédrale Saint-Michel de Carcassonne).
У 1840 році церква була визнана історичною пам'яткою. Незабаром, у 1844 році почалася її реконструкція під керівництвом архітектора Віолле-ле-Дюка, яка торкнулася лише зовнішнього вигляду базиліки, а інтер'єри майже не змінилися.
У 1898 році папа римський Лев XIII надав церкві статус малої базиліки.

## Архітектура

### Екстер'єр
Архітектура базиліки сувора та лаконічна, переважають вертикальні лінії, фасади не симетричні.
Церква має декілька порталів. Головний з них розташований на північному боці, на рівні третього прогону головного нефа, і досить скромно декорований рослинним орнаментом та маскаронами у вигляді фантастичних тварин. Інший портал, розташований на рівні середохрестя, навпаки, має пишний готичний декор з пінаклями, ґаргуйлями та щипцем. Третій портал має зовсім простий декор: арковий дверний проріз та групи колон обабіч.
Фасади базиліки традиційно для готичного стилю прикрашені серією ґаргулій на карнизах.
Абсида базиліки розташована зі східного боку і також оформлена в аскетичних формах ранньої готики, вона має вузькі вертикальні вікна, які розділені контрфорсами, об'єднаними балюстрадою. З північного сходу до середохрестя базиліки прилучається восьмикутна вежа з вузькими вікнами та оглядовим майданчиком нагорі.

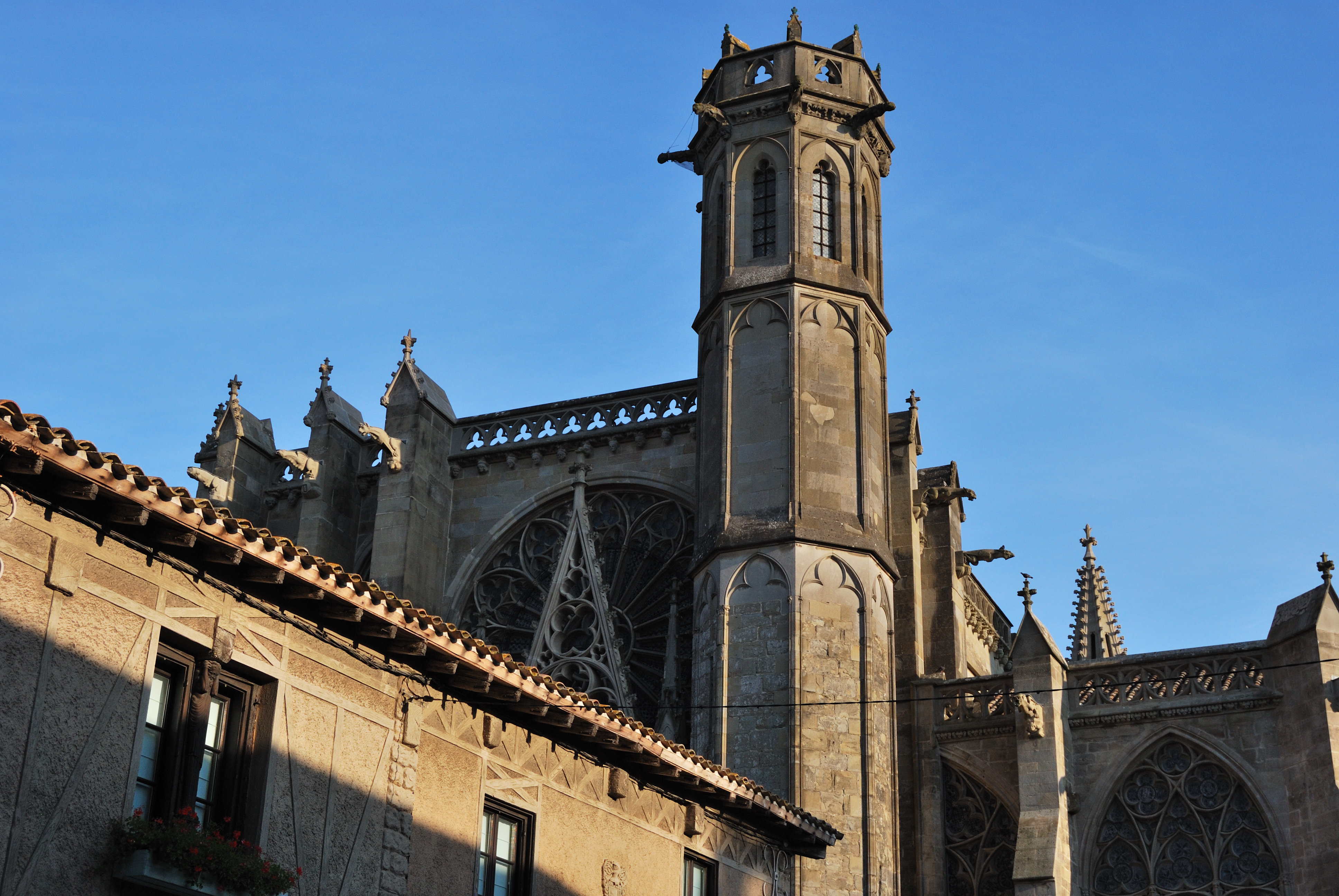
Вежа базиліки
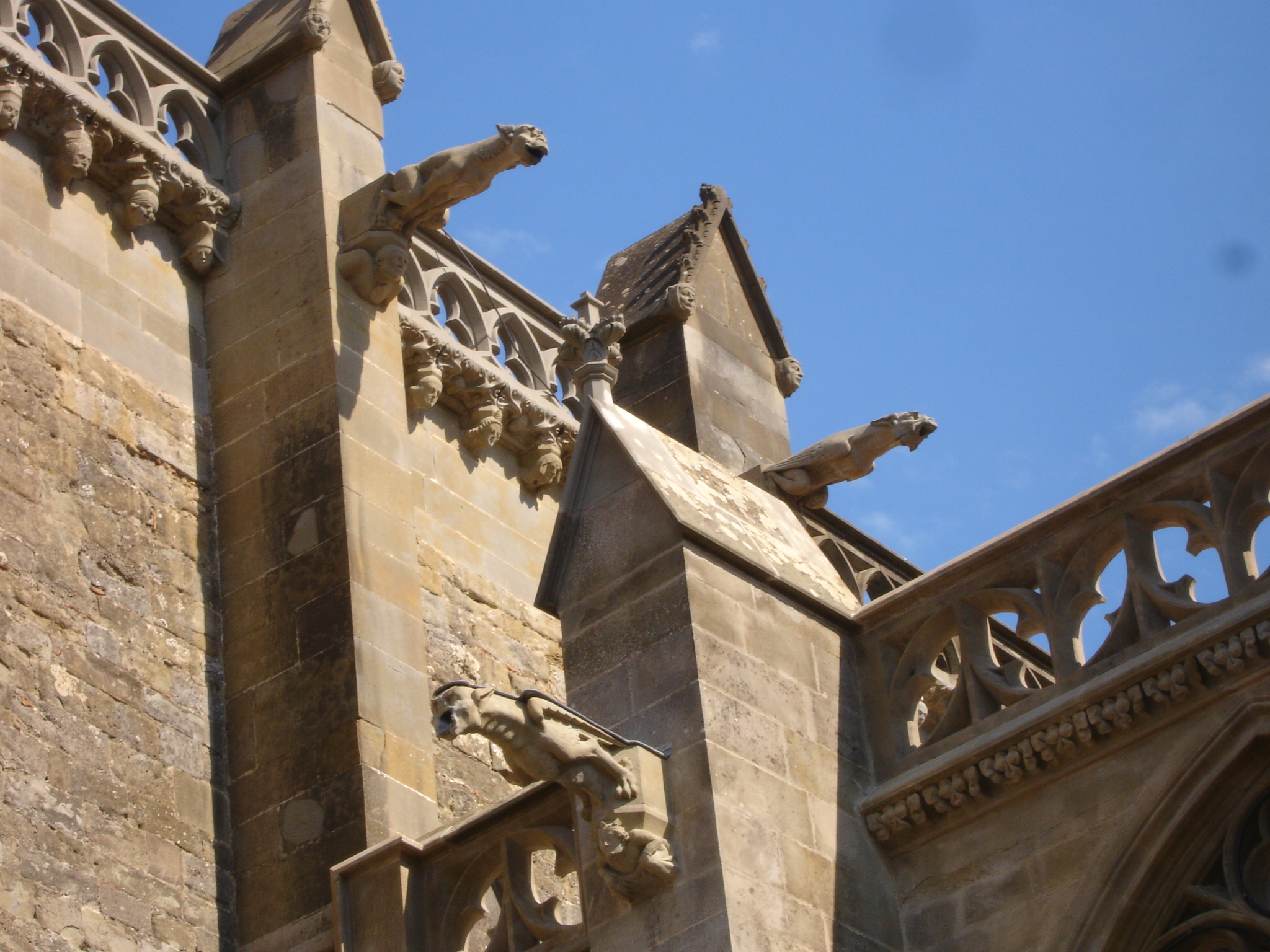
Ґаргулії
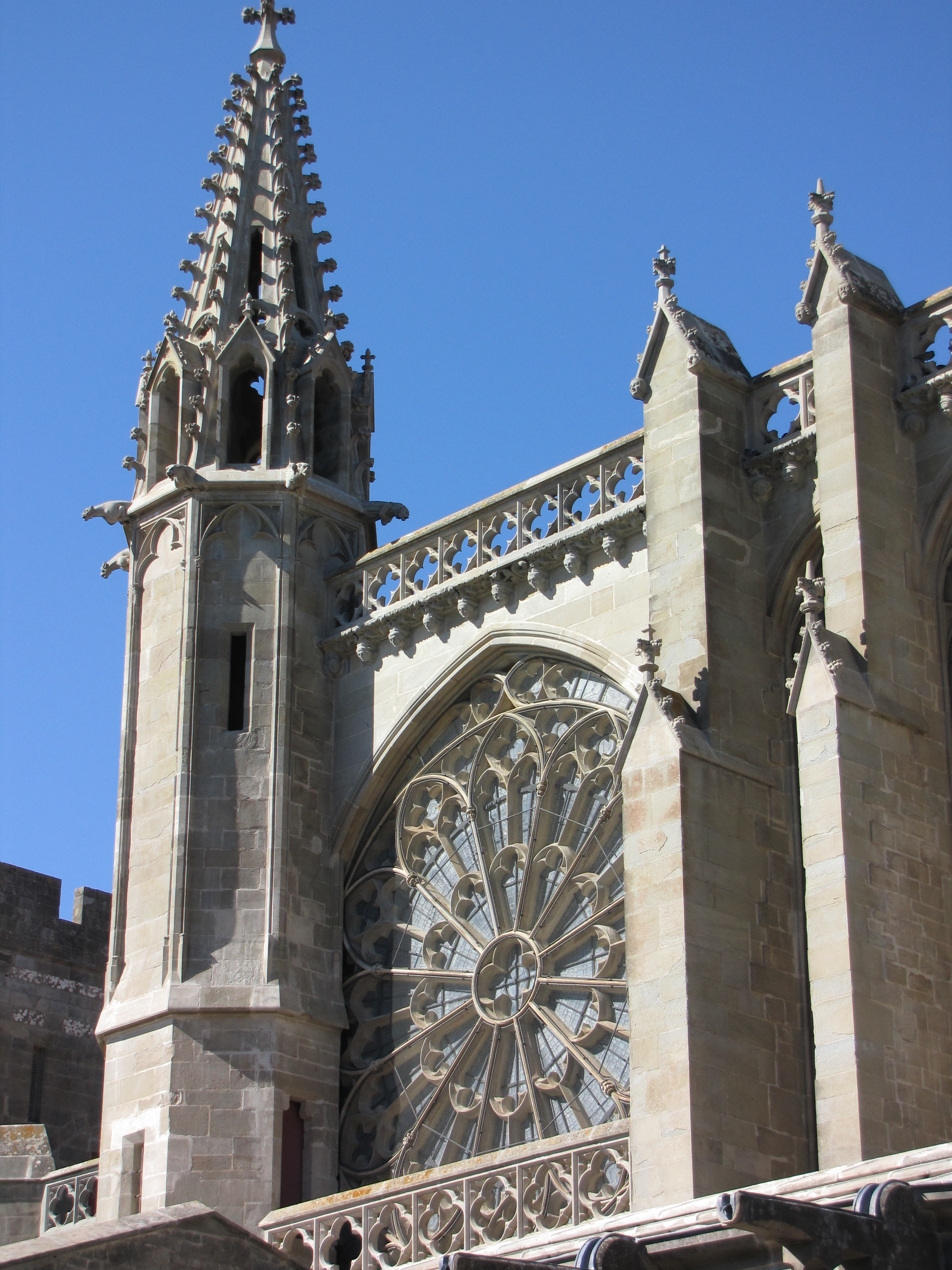
Вікно-«троянда»
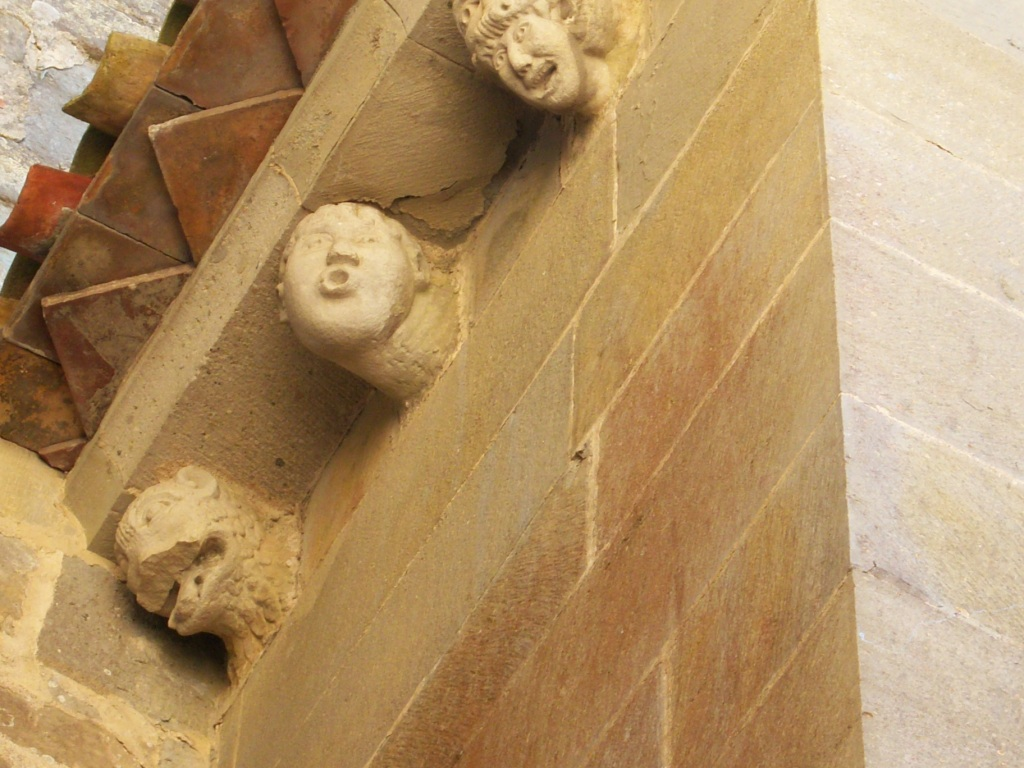
Маскарони над входом до базиліки
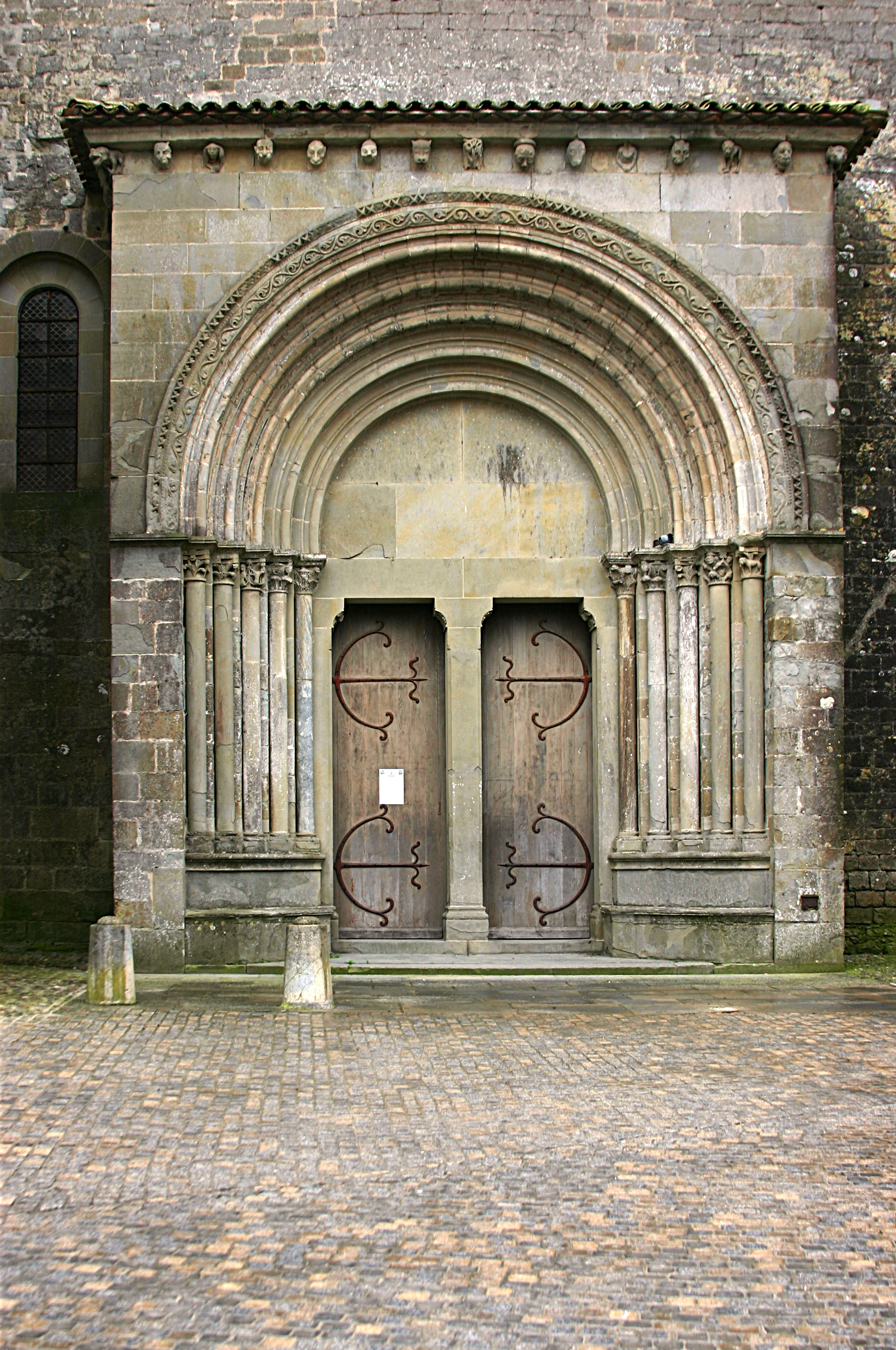
Головний портал
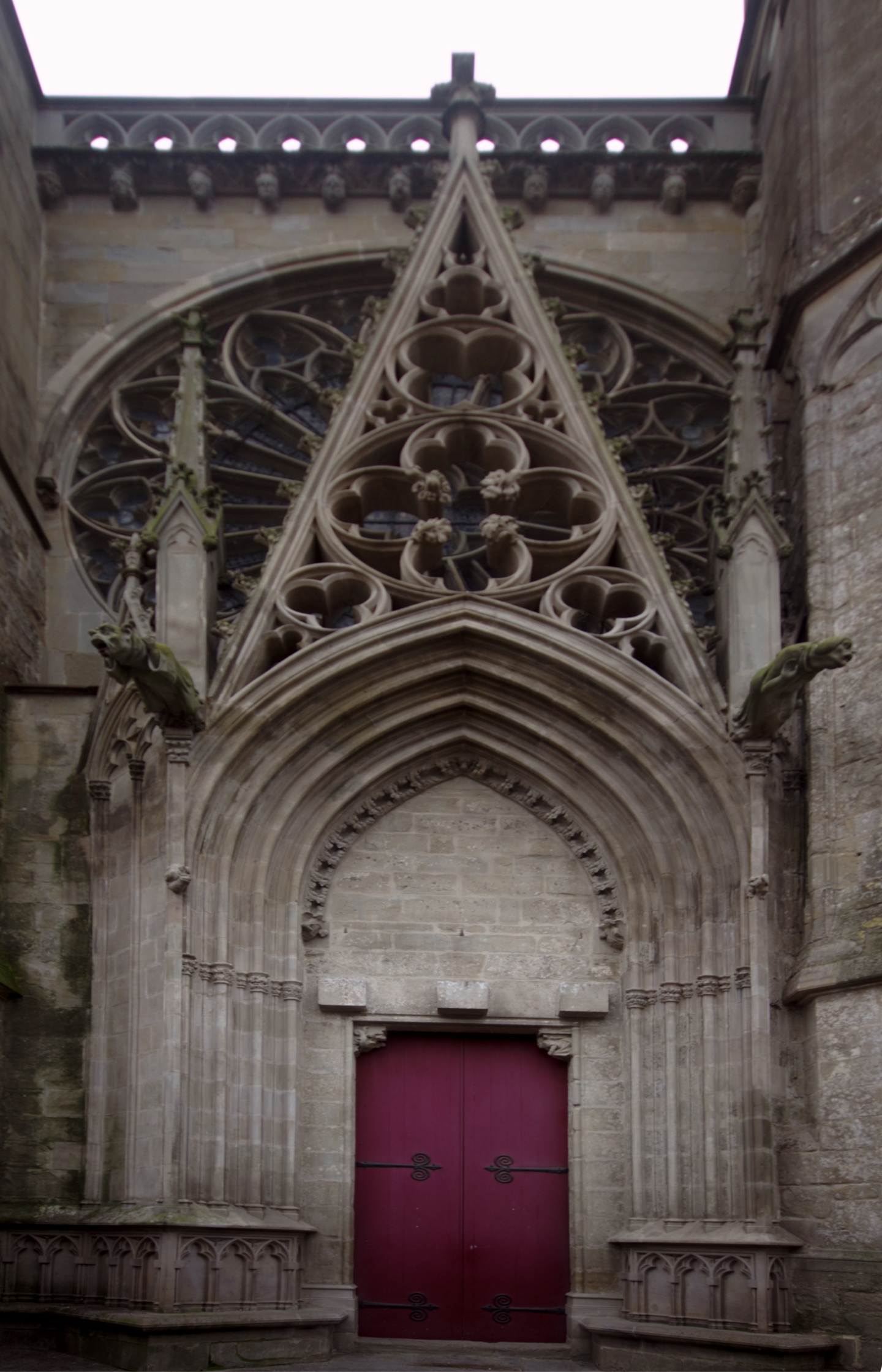
Готичний портал

### Інтер'єр
В інтер'єрі базиліки збереглися романські риси, хори та вікно-«троянда» з'явилися лише у XIII столітті. Базиліка хрестоподібна в плані, з одним поперечним нефом. Головний неф перекритий стрілчастим склепінням, бокові — напівкруглим. Капітелі колон декоровані рослинними мотивами та мініатюрними скульптурами. В трансепті, з півночі та півдня розташовані круглі вітражі XIV століття.
На південному боці базиліки знаходиться саркофаг, де був похований Симон де Монфор, учасник Альбігойських війн (його тіло пізніше було перевезене до фамільного склепу в Монфор-л'Аморі). Саркофаг прикрашений барельєфом, де зображено загибель Симона де Монфора у битві з катарами. В одній із внутрішніх каплиць похований єпископ Гійом Радульф, його могила декорована скульптурним зображенням прощання єпископа із своєю душею.

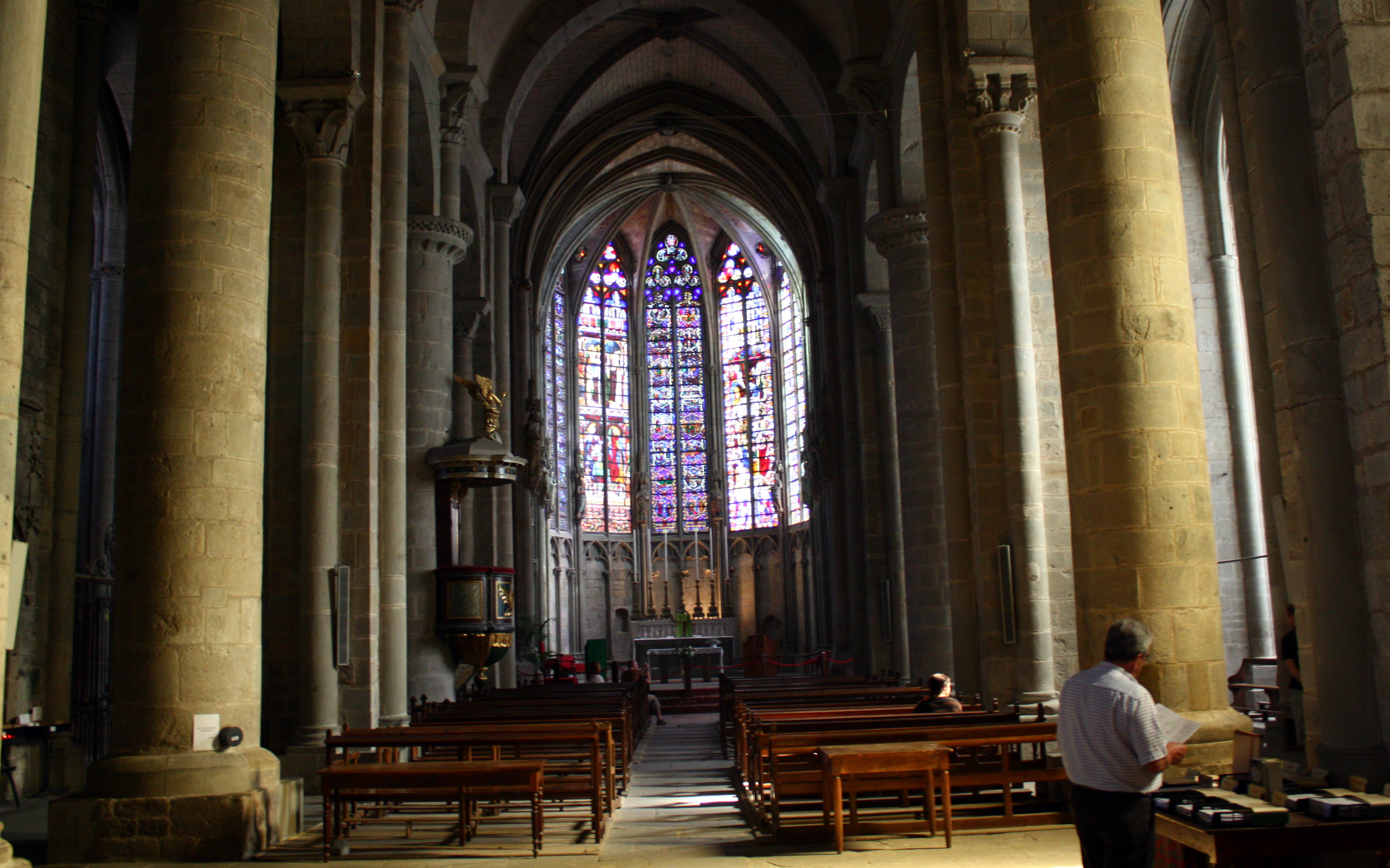
Центральний неф
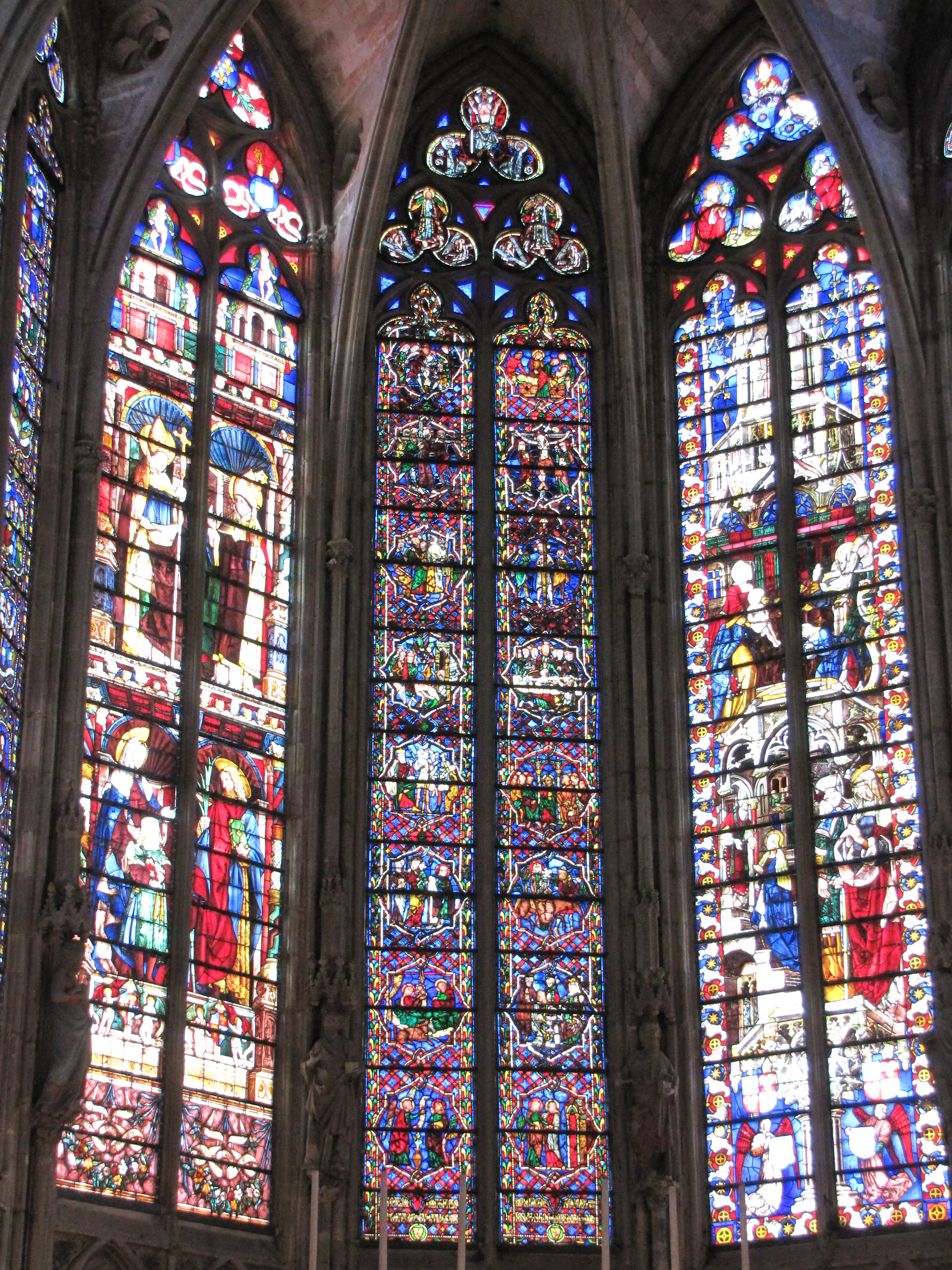
Вітражі
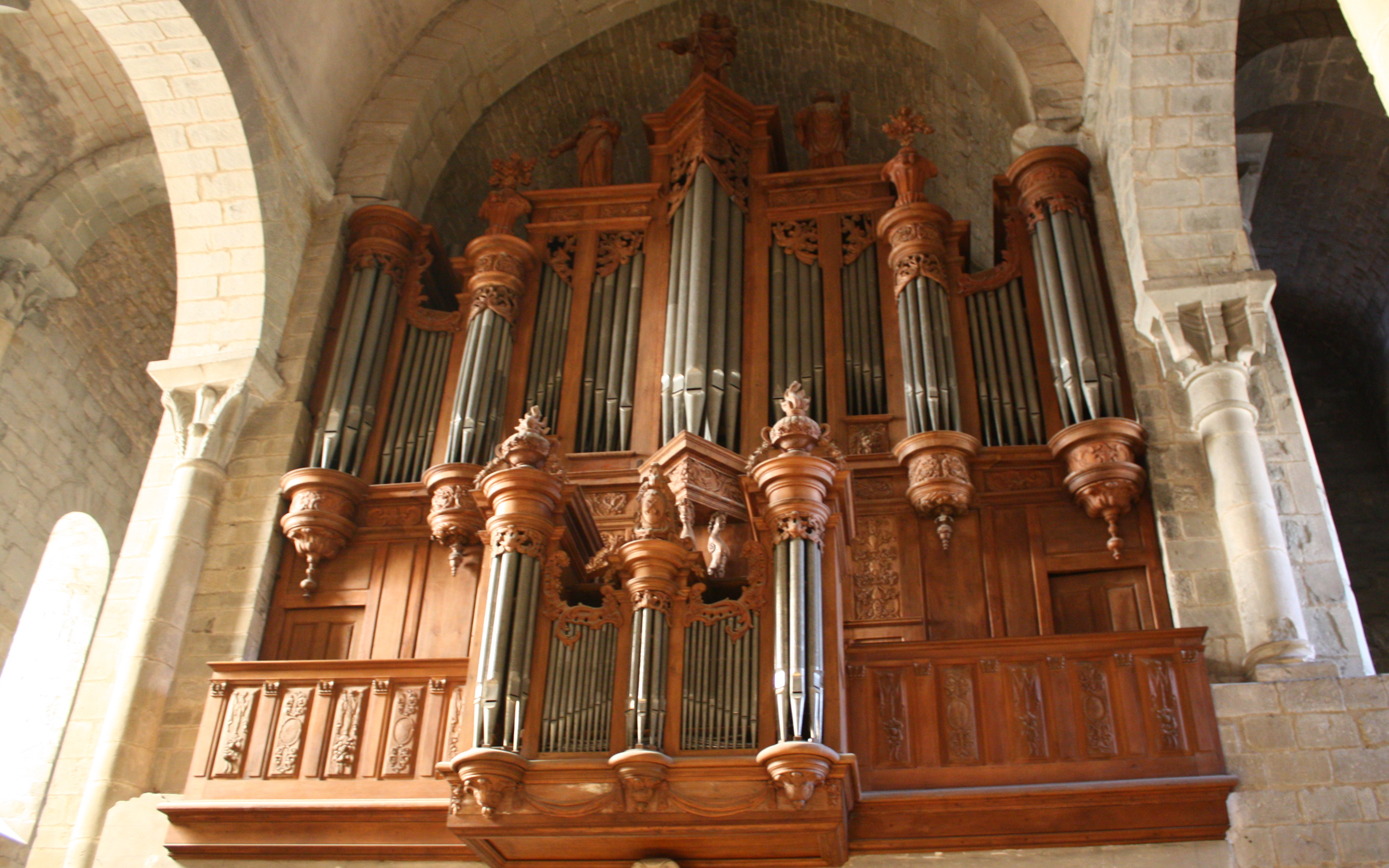
Орган
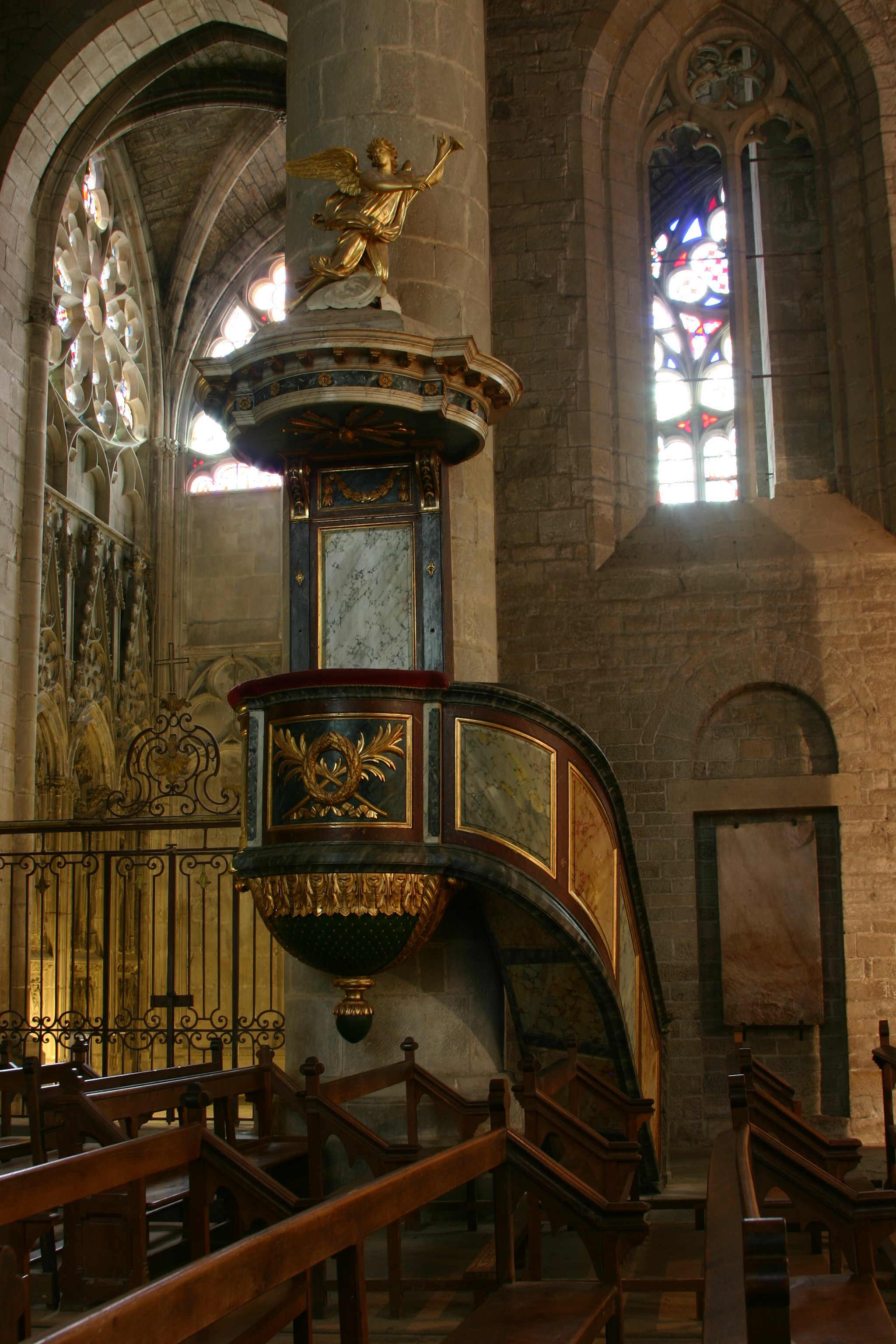
Кафедра
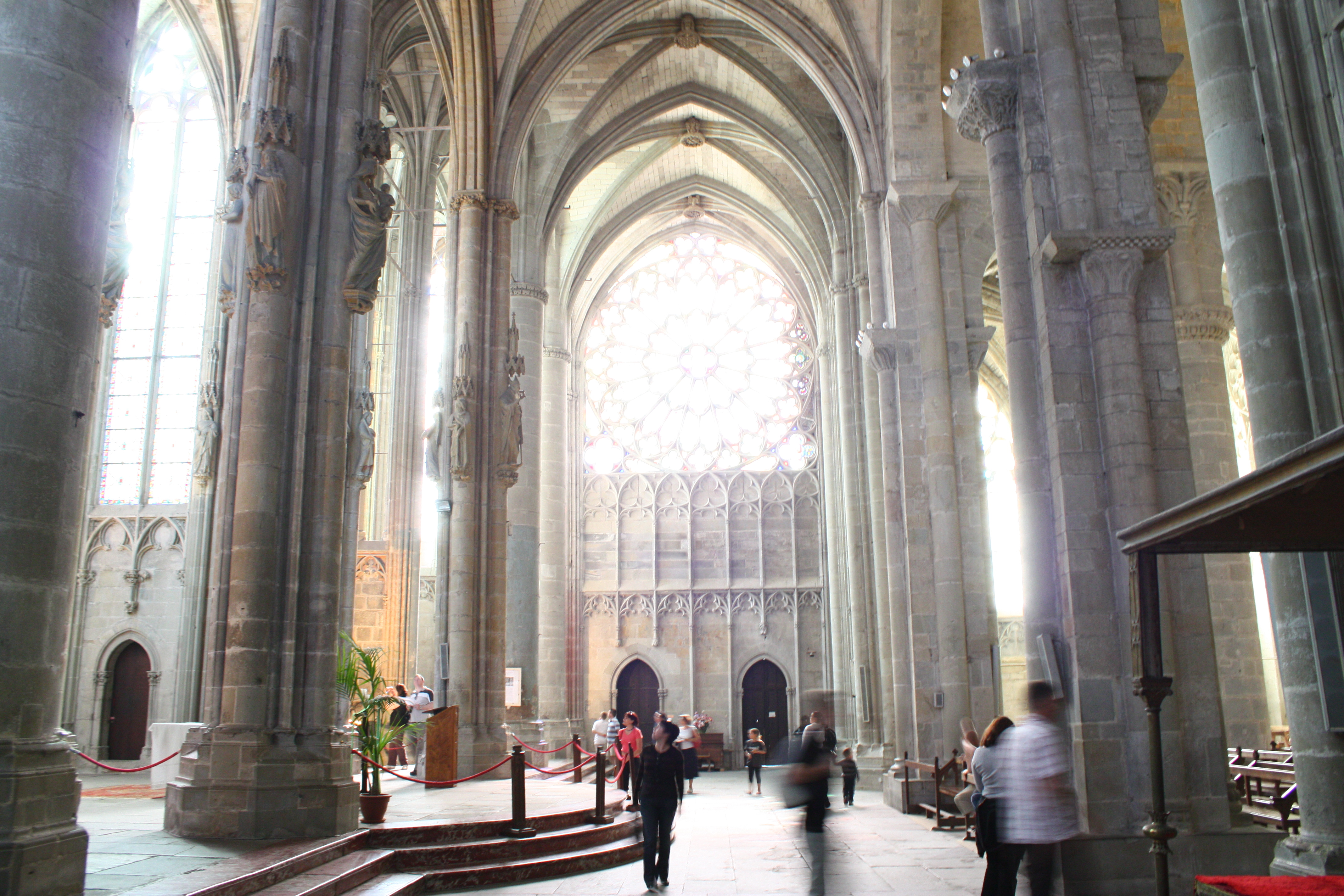
Трансепт
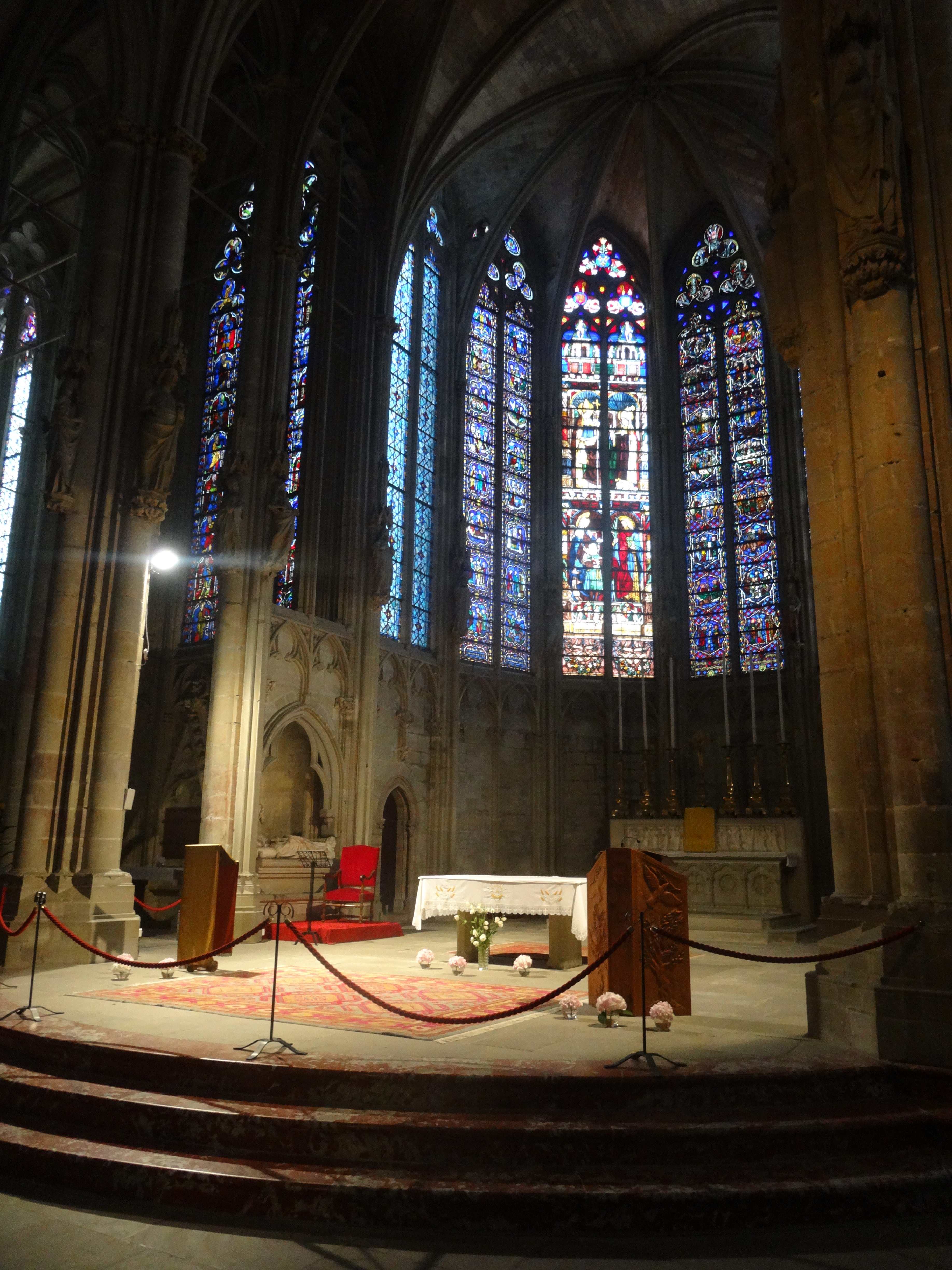
Вівтар